# Аганин, Ибрагим Хатямович
Ибрагим Хатямович Аганин (в ряде документов — Игорь Харитонович Аганин, тат. Ибраһим Хатәм улы Аганин, 1923, село Сыркыды Спасского района Мордовского округа  Пензенской губернии, РСФСР, СССР — 18 ноября 1987 года, Москва, РСФСР, СССР)  — советский разведчик, работавший в тылу врага во время Великой Отечественной войны.

## Биография
Родился в 1923 году в селе Сыркыды Спасского района Мордовского округа Пензенской губернии (ныне Тербийский район Республики Мордовия) в бедной татарской семье. Воспитывался в семье дяди в городе Энгельсе (ныне Саратовская область), в тот период столице АССР Немцев Поволжья. Овладел немецким языком общаясь со сверстниками и с отличием окончил немецкую школу.
В 1940 году поступил в Московское высшее техническое училище имени Н. Э. Баумана.

### Действующая армия
После первого курса МВТУ в июне 1941 года ушёл добровольцем на фронт. Получил ранение 15 сентября 1942 года и после госпиталя был направлен в Куйбышев на курсы переводчиков, где под руководством преподавателей МГУ, Института иностранных языков, а также старших офицеров спецслужб не только углублял знание языка, но и изучал устав немецкой армии, её структуру, знаки различия, психологию немецких солдат, в том числе на примерах множества немецких документов и солдатских писем.
По окончании курсов в составе 258-й стрелковой дивизии лейтенант Аганин принимал участие в боях под Сталинградом, где командовал взводом разведки.

### Работа в тылу врага
При стечении обстоятельств (в плен попал возвращавшийся из отпуска из Германии немецкий лейтенант Отто Вебер, примерно одного возраста с Аганиным) было принято решение отправить Аганина в феврале 1943 года в тыл врага с документами Отто Вебера, где он достаточно долго и успешно выполнял поставленные командованием задачи по сбору информации в качестве переводчика в подразделении тайной полевой полиции GFP-721 в городе Сталино (Донецк), действовавшем на оккупированной территории от Сталино до Таганрога.
Почувствовав угрозу провала Ибрагим Аганин намеревается, как и было предусмотрено планом, перейти линию фронта, однако получает приказ продолжать работу на оккупированной территории.
Во время командировки в Киев Аганин-Вебер познакомился с немецким офицером Рудольфом Клюгером, который ехал в санаторий в оккупированном Крыму восстановиться после ранения. Разговорив Клюгера Аганин получил информацию о некоторых деталях его биографии и службы, затем устранил его и с его документами направился в Крым. Там ему удалось получить должность в отделении тайной полевой полиции GFP-312 в Феодосии. Установив связь с феодосийским подпольем через Алиме Абденанову Аганин начинает передавать через них в штаб фронта добытые секретные сведения — планы аэродромов и размещения складов, возводимых укреплений, информацию о местах дислокации и переброске немецких войск, имена и фамилии официальных и неофициальных сотрудников органов контрразведки противника на этом участке фронта.
В марте 1944 года Аганин перешёл линию фронта в районе Кишинёва и возвратился к службе в регулярных войсках.

### После войны
После увольнения в запас 30 декабря 1945 года лейтенант Аганин проживает в Москве. В 1949 году закончил обучение в университете, затем в аспирантуре, защитил кандидатскую диссертацию, работал в конструкторском бюро, преподавал в институте.
Используя материалы немецких архивов, попавших в руки Красной Армии, и ранее приобретённый собственный опыт Ибрагим Аганин содействовал выявлению множества предателей и палачей, которые маскировались под мирных граждан, участвовал в судебных процессах над ними, в том числе свидетельствовал на Нюрнбергском процессе.
Умер Ибрагим Аганин от сердечного приступа в 1987 году. Похоронен на Даниловском мусульманском кладбище в Московской области.

## Награды
- Орден Отечественной войны II степени (1946)[4][5]
- Орден Отечественной войны I степени (1985)[6]

## Память
- Л. В. Гинсбург. Бездна. — М.: Советский писатель, 1967. — 280 с. — 150 000 экз.
Ибрагим Аганин является прототипом разведчика Миронова[3].
- Фильм «Легенды госбезопасности» Ибрагим Аганин. Война за линией фронта. Rutube. «Вианж Продакшн» совместно с ТРК «Звезда» (2016). Дата обращения: 17 апреля 2025.